# Animal Room
Animal Room é um filme estadunidense de 1995 dos gêneros drama e thriller, dirigido, produzido e escrito por Craig Singer e estrelado por Neil Patrick Harris e Matthew Lillard. O filme faz uma referência a moderna versão de A Clockwork Orange e a aparição da banda de rock punk Misfits.

## Elenco
- Neil Patrick Harris .. Arnold Mosk
- Matthew Lillard .. Doug Van Housen
- Catherine Hicks .. Sr. Mosk
- Amanda Peet .. Debbie
- Gabriel Olds .. Gary Trancer
- Michael Torpey .. Shelly's brother
- Brian Vincent .. Eddie LeMaster
- Stephen Pearl .. Diretor Jones